# Casa McKleroy-Wilson-Kirby
La Casa McKleroy-Wilson-Kirby es una residencia histórica ubicada en el 1604 de Quintard Avenue en Anniston, Alabama, Estados Unidos.

## Historia
La casa fue construida en 1888 en estilo Reina Ana. Se atribuye "por tradición" al arquitecto John Moser. La casa se consideró "arquitectónicamente significativa como la última mansión que queda en el bulevar principal del siglo XIX de Anniston (Quintard Avenue) y como un buen ejemplo de la arquitectura Reina Ana.
También se consideró "importante por sus asociaciones con John Martin McKleroy y su hijo, William Henry, quienes ocupaban la casa". El anciano McKleroy estaba asociado con varias de las principales empresas industriales de la ciudad y, antes de mudarse a Anniston en la década de 1880, era un político poderoso, que se desempeñaba como presidente del Comité Ejecutivo Demócrata del Estado en 1886. Su hijo se desempeñó como alcalde de la ciudad y fue presidente tanto del Anniston National Bank como del Oxford National Bank ".
La propiedad incluye su cochera y una casa de huéspedes. Fue incluido en el Registro Nacional de Lugares Históricos en 1984.